# Bozdoğan (missile)
Pour l’article homonyme, voir Bozdoğan.
Bozdoğan (mot qui renvoie au Faucon émerillon en turc) est un missile air-air turc avec un guidage par infrarouge. Après avoir complété les tests avec succès en 2019, leur intégration dans l'inventaire de l'armée de l'air turque est prévue dès 2020. Ils devront être placés sur les F-16 et les futurs TF-X. Avec cette prouesse technologique, la Turquie devient l'un des neuf pays producteurs de missiles air-air. Ce missile fait partie du projet Göktuğ de l'institution turque TÜBİTAK SAGE.